# Суйгецу
Суйгецу (яп. 水月湖, суйгецу-ко) — невелике тектонічне озеро в Японії (префектура Фукуй) на острові Хонсю.
Озеро розташоване в префектурі Фукуй, поблизу міста Вакаса, недалеко від узбережжя Японського моря. Починаючи від 1993 року вчені досліджують відкладення мулу, за якими, як і за кільцями дерев, можна дізнатися про клімат минулого.
Суйгецу є найбільшим у системі озер, що має назву «П'ять озер Мікати». Озеро Суйгецу отримує незначний приплив води через мілководний канал із сусіднього озера Міката (яп. 三方湖) (басейн річки Хасу (яп. 鰣川)) і має невеликий відтік води в затоку Вакаса Японського моря. Озеро оточене пагорбами висотою до 400 метрів.
Щороку дно озера Суйгецу покривається тонким шаром зі світлих діатомових водоростей, на який пізніше накладається темніший шар донних відкладів, а оскільки вода на дні озера відрізняється спокоєм і відсутністю кисню, то такі шари залишаються не потривоженими і накопичуються протягом багатьох десятків тисячоліть, зберігаючи пам'ять про кожен рік, подібно до того, як вона зберігається в річних кільцях дерев. Порівняння відкладів на дні озера Суйгецу за період від 12 до 40 тисяч років тому з інформацією, отриманою дендрохронологами за аналізом деревних кілець, призвело до внесення поправок у значення, що зсунули дані на 300—400 років. Передбачалося, що в кінці 2012 року новий калібрувальний стандарт радоуглеродного аналізу, заснований на даних озера Суйгецу, замінить чинний під назвою IntCal09, але цього не сталося. Результати роботи з уточненим калібруванням радіовуглецевого аналізу за період від 12 593 до 52 800 років тому опубліковано 2012 року в журналі «Science».